# Mendidaphodius biangulatus
Mendidaphodius biangulatus är en skalbaggsart som beskrevs av Leon Fairmaire 1893. Mendidaphodius biangulatus ingår i släktet Mendidaphodius och familjen Aphodiidae. Inga underarter finns listade i Catalogue of Life.